# Österreichische Staatsmeisterschaften in der Leichtathletik 2015
Die Österreichischen Staatsmeisterschaften 2015 in der Leichtathletik (auch: Österreichische Leichtathletikstaatsmeisterschaften oder Österreichische Leichtathletik-Staatsmeisterschaften) sowie die ÖM Langstaffeln U18 fanden am 8. und 9. August 2015 im Franz-Fekete-Stadion in Kapfenberg statt.

## Frauen

### 100 m
| Platz | Athletin          | Zeit (s) |
| ----- | ----------------- | -------- |
| 1     | Viola Kleiser     | 11,90    |
| 2     | Carina Pölzl      | 11,92    |
| 3     | Stephanie Bendrat | 11,96    |

### 200 m
| Platz | Athletin      | Zeit (s) |
| ----- | ------------- | -------- |
| 1     | Carina Pölzl  | 24,03    |
| 2     | Viola Kleiser | 24,38    |
| 3     | Ina Huemer    | 24,54    |

### 400 m
| Platz | Athletin              | Zeit (s) |
| ----- | --------------------- | -------- |
| 1     | Julia Schwarzinger    | 56,12    |
| 2     | Katharina Taitl       | 58,90    |
| 3     | Sigrid Portenschlager | 58,97    |

### 800 m
| Platz | Athletin        | Zeit (min) |
| ----- | --------------- | ---------- |
| 1     | Verena Menapace | 2:06,87    |
| 2     | Carina Schrempf | 2:10,59    |
| 3     | Jennifer Wenth  | 2:11,13    |

### 1500 m
| Platz | Athletin       | Zeit (min) |
| ----- | -------------- | ---------- |
| 1     | Jennifer Wenth | 4:25,39    |
| 2     | Julia Millonig | 4:32,17    |
| 3     | Sandrina Illes | 4:34,35    |

### 5000 m
| Platz | Athletin          | Zeit (min) |
| ----- | ----------------- | ---------- |
| 1     | Anita Baierl      | 16:58,32   |
| 2     | Katharina Kreundl | 17:17,77   |
| 3     | Sandrina Illes    | 17:25,97   |

### 100 m Hürden (84,0)
| Platz | Athletin      | Zeit (s) |
| ----- | ------------- | -------- |
| 1     | Beate Schrott | 13,27    |
| 2     | Eva Wimberger | 13,77    |
| 3     | Yvonne Zapfel | 14,03    |

### 400 m Hürden (76,2)
| Platz | Athletin        | Zeit (s) |
| ----- | --------------- | -------- |
| 1     | Verena Menapace | 59,35    |
| 2     | Verena Preiner  | 61,15    |
| 3     | Magdalena Baur  | 62,94    |

### 4 × 100 m
| Platz | Athletinnen                                                                                                  | Zeit (s) |
| ----- | --- | -------- |
| 1     | Agnes Hodi, Viola Kleiser, Valerie Kleiser, Michaela Burda (UNION St. Pölten)                                | 47,34    |
| 2     | Julia Schwarzinger, Sarah Lagger, Catina Jo Ahrer, Alexandra Scheftner, Birgit Schönfelder (Zehnkampf-Union) | 47,38    |
| 3     | Stefanie Waldkircher, Carina Pölzl, Nathalie Kitz, Christina Jellen (LAC Klagenfurt)                         | 47,98    |

### Hochsprung
| Platz | Athletin             | Höhe (m) |
| ----- | -------------------- | -------- |
| 1     | Monika Gollner       | 1,86     |
| 2     | Ekaterina Krasovskiy | 1,74     |
| 3     | Sarah Lagger         | 1,71     |

### Stabhochsprung
| Platz | Athletin       | Höhe (m) |
| ----- | -------------- | -------- |
| 1     | Agnes Hodi     | 3,90     |
| 2     | Sarah Zimmer   | 3,80     |
| 3     | Brigitta Hesch | 3,70     |

### Weitsprung
| Platz | Athletin             | Weite (m) |
| ----- | -------------------- | --------- |
| 1     | Sarah Lagger         | 6,31      |
| 2     | Ivona Dadic          | 6,11      |
| 3     | Stefanie Waldkircher | 5,73      |

### Dreisprung
| Platz | Athletin            | Weite (m) |
| ----- | ------------------- | --------- |
| 1     | Michaela Egger      | 12,54     |
| 2     | Magdalena Macht     | 12,12     |
| 3     | Alexandra Scheftner | 11,48     |

### Kugel (4,00) kg
| Platz | Athletin             | Weite (m) |
| ----- | -------------------- | --------- |
| 1     | Veronika Watzek      | 13,91     |
| 2     | Christina Scheffauer | 13,76     |
| 3     | Stefanie Waldkircher | 13,68     |

### Diskus (1,00 kg)
| Platz | Athletin             | Weite (m) |
| ----- | -------------------- | --------- |
| 1     | Veronika Watzek      | 52,81     |
| 2     | Djeneba Touré        | 50,78     |
| 3     | Stefanie Waldkircher | 44,62     |

### Hammer (4,00 kg)
| Platz | Athletin        | Weite (m) |
| ----- | --------------- | --------- |
| 1     | Julia Siart     | 51,30     |
| 2     | Bettina Weber   | 48,38     |
| 3     | Jacqueline Röbl | 47,18     |

### Speer (600 gr)
| Platz | Athletin            | Weite (m) |
| ----- | ------------------- | --------- |
| 1     | Andrea Lindenthaler | 53,34     |
| 2     | Victoria Hudson     | 50,71     |
| 3     | Michaela Sturm      | 48,16     |

### 3 × 800 m (wU18)
| Platz | Athletinnen                                                     | Zeit (min) |
| ----- | --------------------------------------------------------------- | ---------- |
| 1     | Sarah Führer, Sandra Riener, Adriana Höller (LC Waldviertel)    | 7:16,79    |
| 2     | Maureen Wundsam, Lara Maggele, Bianca Illmaier (KSV alutechnik) | 7:22,32    |
| 3     | Sophie Grabner, Mahawa Cidibe, Hannah Brückler (UAB Athletics)  | 7:48,44    |

## Männer

### 100 m
| Platz | Athlet           | Zeit (s) |
| ----- | ---------------- | -------- |
| 1     | Markus Fuchs     | 10,67    |
| 2     | Benjamin Grill   | 10,70    |
| 3     | David Göttlinger | 10,80    |

### 200 m
| Platz | Athlet             | Zeit (s) |
| ----- | ------------------ | -------- |
| 1     | Christoph Haslauer | 21,69    |
| 2     | Benjamin Grill     | 21,77    |
| 2     | Thomas Rosenthaler | 21,78    |

### 400 m
| Platz | Athlet          | Zeit (s) |
| ----- | --------------- | -------- |
| 1     | Mario Gebhardt  | 47,76    |
| 2     | Markus Kornfeld | 48,68    |
| 3     | Thomas Kain     | 48,87    |

### 800 m
| Platz | Athlet             | Zeit (min) |
| ----- | ------------------ | ---------- |
| 1     | Günther Matzinger  | 1:58,42    |
| 2     | Nikolaus Franzmair | 1:58,67    |
| 3     | Felix Ramprecht    | 2:00,68    |

### 1500 m
| Platz | Athlet             | Zeit (min) |
| ----- | ------------------ | ---------- |
| 1     | Nikolaus Franzmair | 3:50,22    |
| 2     | Andreas Vojta      | 3:50,77    |
| 3     | Felix Ramprecht    | 3:52,63    |

### 5000 m
| Platz | Athlet                | Zeit (min) |
| ----- | --------------------- | ---------- |
| 1     | Christian Steinhammer | 15:08,94   |
| 2     | Christoph Sander      | 15:11,64   |
| 3     | Luca Sinn             | 15:15,33   |

### 110 m Hürden (106,7)
| Platz | Athlet             | Zeit (s) |
| ----- | ------------------ | -------- |
| 1     | Dominik Siedlaczek | 14,33    |
| 2     | Martin Kainrath    | 14,62    |
| 3     | Florian Domenig    | 14,65    |

### 400 m Hürden (91,4)
| Platz | Athlet          | Zeit (s) |
| ----- | --------------- | -------- |
| 1     | Dominik Hufnagl | 51,69    |
| 2     | Thomas Kain     | 51,93    |
| 3     | Markus Kornfeld | 52,06    |

### 4 × 100 m
| Platz | Athleten                                                                                   | Zeit (s) |
| ----- | ------------------------------------------------------------------------------------------ | -------- |
| 1     | Christoph Rosenthaler, Thomas Rosenthaler, Gregor Erler, Daniel Pawlitschko (ATSV Linz LA) | 41,19    |
| 2     | Markus Kornfeld, Ekemini Bassey, Florian Domenig, Dominik Siedlaczek (DSG Volksbank Wien)  | 41,76    |
| 3     | Dreier Markus, Grimschitz Kevin, Kucher Federico, Katholnig Rene (LAC Klagenfurt)          | 41,80    |

### Hochsprung
| Platz | Athlet            | Höhe (m) |
| ----- | ----------------- | -------- |
| 1     | Josip Kopic       | 2,05     |
| 2     | Andreas Steinmetz | 1,97     |
| 3     | Alexander Dengg   | 1,97     |

### Stabhochsprung
| Platz | Athlet               | Höhe (m) |
| ----- | -------------------- | -------- |
| 1     | Matthias Freinberger | 5,15     |
| 2     | Paul Kilbertus       | 4,85     |
| 2     | Oliver Werthner      | 4,55     |

### Weitsprung
| Platz | Athlet                | Weite (m) |
| ----- | --------------------- | --------- |
| 1     | Martin Schwingenschuh | 7,30      |
| 2     | Felix Schmid-Schutti  | 7,19      |
| 3     | Maximilian Drössler   | 7,08      |

### Dreisprung
| Platz | Athlet              | Weite (m) |
| ----- | ------------------- | --------- |
| 1     | Roman Schmied       | 15,78     |
| 2     | Philipp Kronsteiner | 15,63     |
| 3     | Felix Schultschik   | 14,56     |

### Kugel (7,26) kg
| Platz | Athlet              | Weite (m) |
| ----- | ------------------- | --------- |
| 1     | Lukas Weißhaidinger | 18,03     |
| 2     | Gerhard Zillner     | 15,46     |
| 3     | Georg Stamminger    | 14,89     |

### Diskus (2,0 kg)
| Platz | Athlet              | Weite (m) |
| ----- | ------------------- | --------- |
| 1     | Lukas Weißhaidinger | 63,08     |
| 2     | Kevin Grimschitz    | 44,84     |
| 3     | Gerhard Zillner     | 44,32     |

### Hammer (7,26 kg)
| Platz | Athlet         | Weite (m) |
| ----- | -------------- | --------- |
| 1     | Benjamin Siart | 55,77     |
| 2     | Matthias Hayek | 54,97     |
| 3     | Michael Hofer  | 52,36     |

### Speer (800 gr)
| Platz | Athlet           | Weite (m) |
| ----- | ---------------- | --------- |
| 1     | Matthias Kaserer | 68,54     |
| 2     | Gregor Högler    | 64,45     |
| 3     | Martin Strasser  | 63,29     |

### 3 × 1000 m (mU18)
| Platz | Athleten                                                           | Zeit (min) |
| ----- | ------------------------------------------------------------------ | ---------- |
| 1     | Dominik Jandl, Leon Kohn, Stefan Schmid (SVS-Leichtathletik)       | 8:03,23    |
| 2     | Maximilian Rehling, Markus Peschke, Paul Scheucher (UAB Athletics) | 8:08,78    |
| 3     | Daniel Karner, Christoph Teubl, Patrick-Tim Mund (KSV alutechnik)  | 8:28,34    |